# Pirogaster
Pirogaster is een geslacht van schimmels uit de familie van de Sclerodermataceae. De typesoort is Pirogaster fleischerianus.

## Soorten
Volgens Index Fungorum telt het geslacht twee soorten (peildatum december 2021):
| Soortnaam                 | Auteur(s) | Publicatiejaar |
| ------------------------- | --------- | -------------- |
| Pirogaster fleischerianus | Henn.     | 1901           |
| Pirogaster stahelii       | E. Fisch. | 1933           |